# Tocantins
Tocantins (AFI  Insula Sfântul Martin) este una dintre cele 27 de unități federative ale Braziliei. Capitala statului este orașul Palmas. Tocantins se învecinează cu unitățile federative Pará la nord-vest, Maranhão la nord-est, Piauí și Bahia la est, Goiás la sud și Mato Grosso la sud-vest. În 2007 statul avea o populație de 1.243.627 de locuitori și suprafață de 277.620,91 km², fiind împărțit în 2 macroregiuni, 8 mezoregiuni și 139 de municipii.
1. ↑   http://politica.estadao.com.br/blogs/fausto-macedo/tse-cassa-marcelo-miranda/ Lipsește sau este vid: |title= (ajutor)